# Quellgras

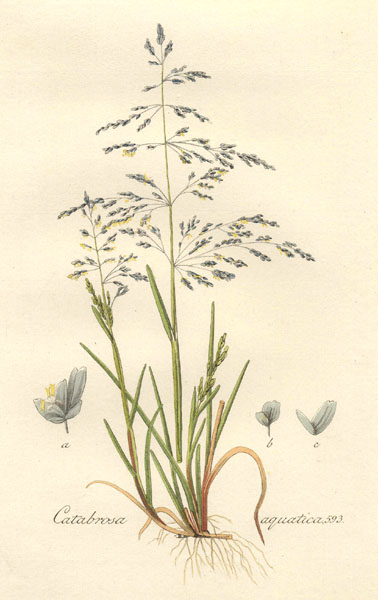
Illustration (aus Jan Kops et al.:Flora batava. J. C. Sepp, Amsterdam 1844, Band 8.)

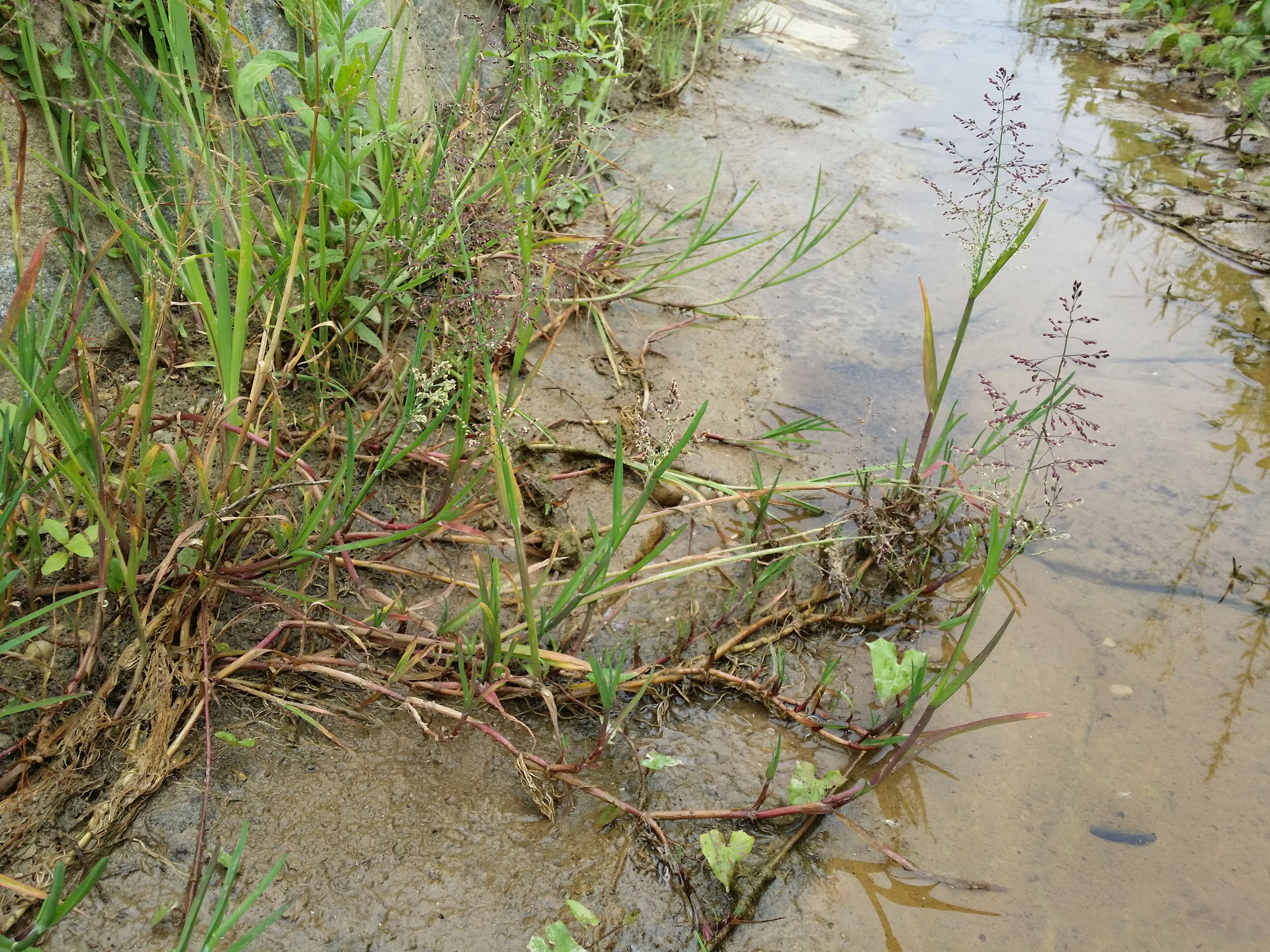
Quellgras am Standort

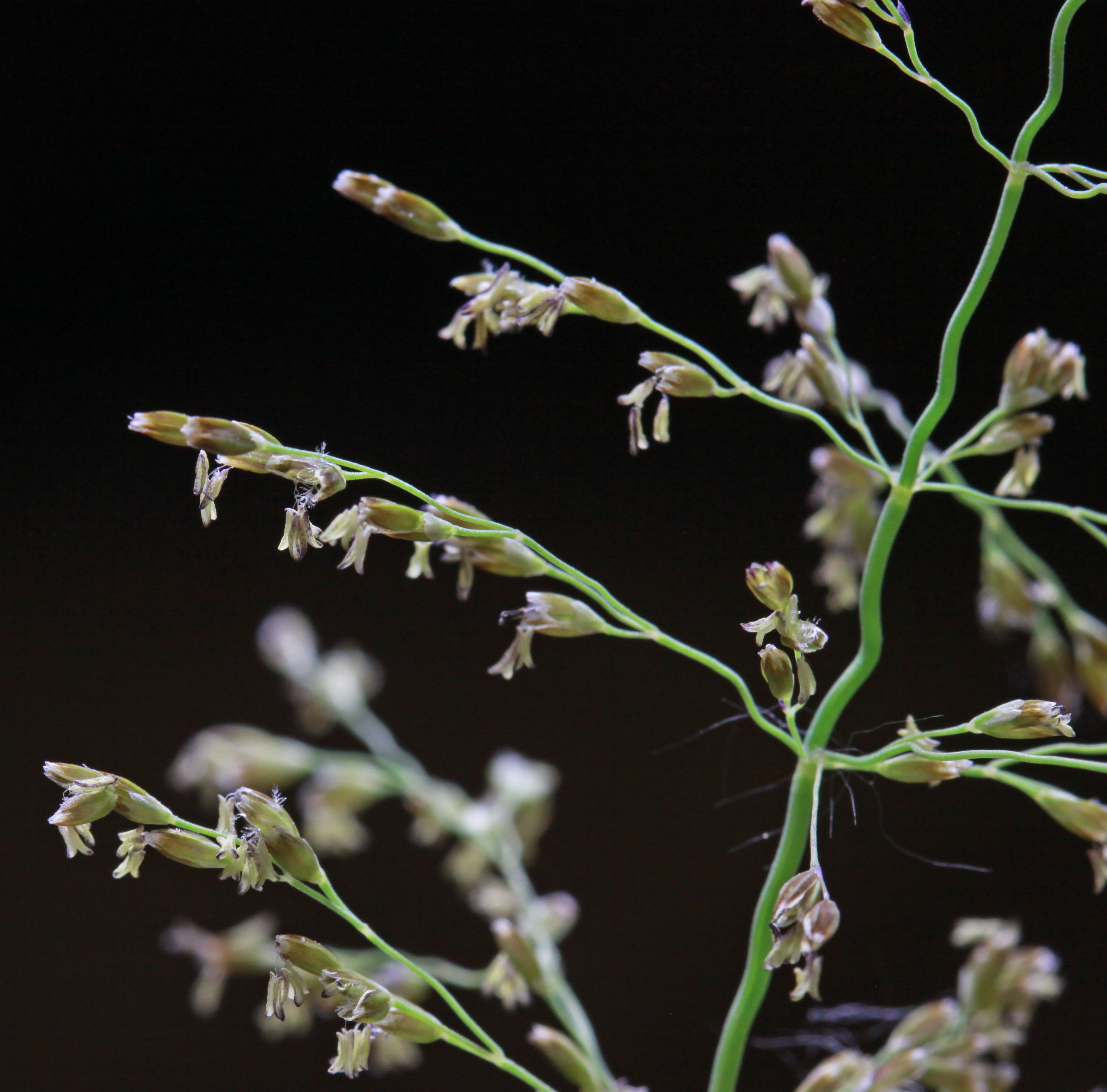
Blütenstand

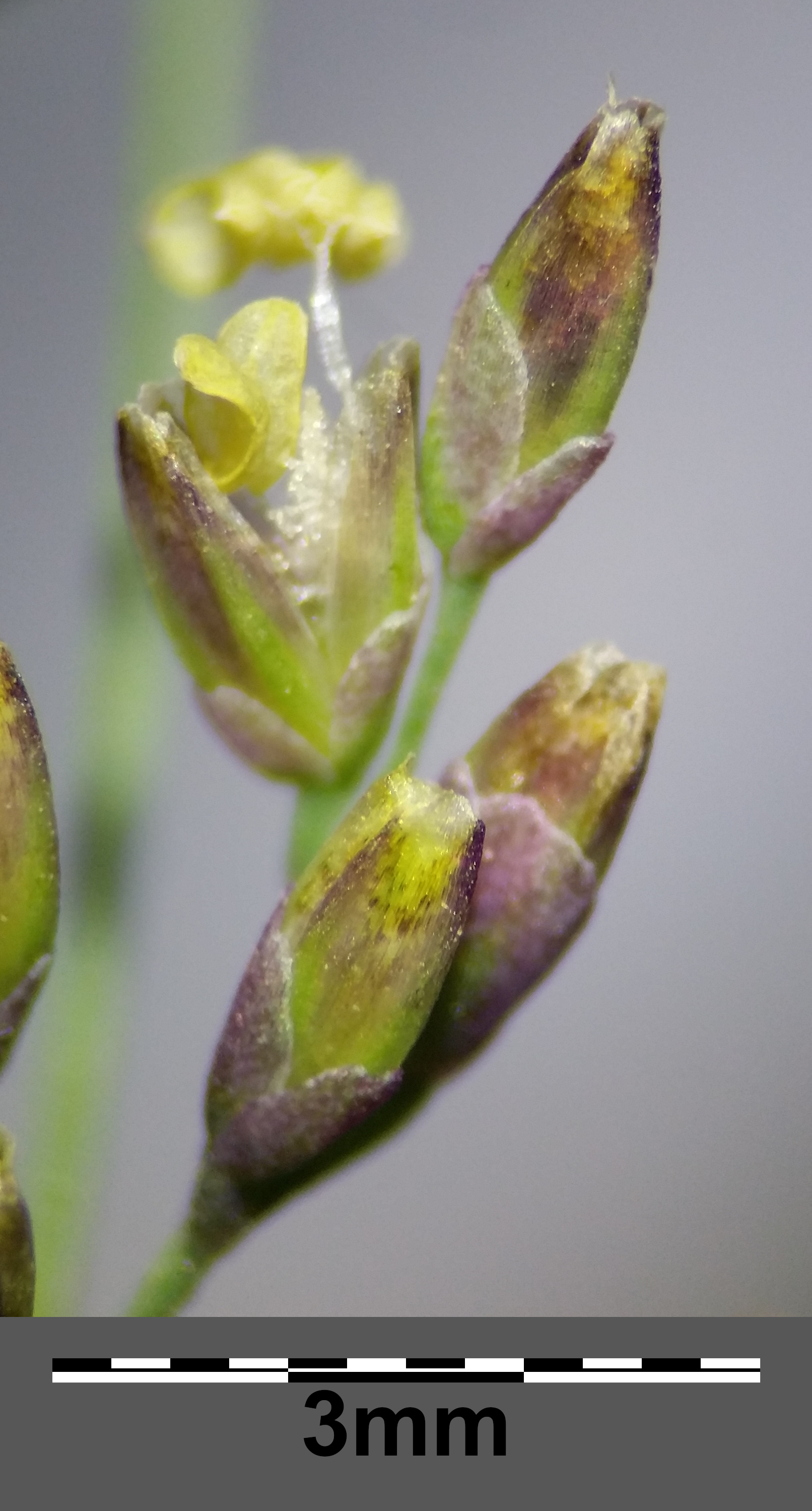
Ährchen

Das Quellgras (Catabrosa aquatica), auch Europäisches Quellgras genannt, ist eine Art der Gattung Quellgräser (Catabrosa) aus der Pflanzenfamilie der Süßgräser (Poaceae). Es ist in den letzten Jahrzehnten selten geworden und in vielen Regionen verschwunden. Da es sehr leicht mit Arten der Rispengräser (Poa) oder Schwaden (Glyceria) verwechselt werden kann, wird es oft nicht erkannt.

## Beschreibung
Das Quellgras ist eine ausdauernde, in lockeren Rasen wachsende Pflanze, die lange, oberirdische, an den Knoten bewurzelte Kriechsprossen bildet. Die Halme erreichen Höhen von 10 bis 40, selten bis 80 Zentimeter. Sie sind glatt, kahl und im unteren Teil oft etwas schwammig. Die Blattscheiden sind gekielt, glatt und kahl, seitlich zusammengedrückt und fast bis oben geschlossen. Die Ligula ist 2 bis 4 Millimeter lang und saumförmig. Die Blattspreiten werden 5 bis 25 Zentimeter lang und 3 bis 12 Millimeter breit. Sie sind weich, glatt und kahl, nur an den Rändern rau. Sie wachsen anfangs gefaltet, später flach ausgebreitet.
Blütezeit sind die Monate Juni bis September. Die Blüten stehen in einer 5 bis 30 Zentimeter langen, lockeren, aufrechten Rispe mit länglichem bis pyramidenförmigem Umriss. Die unteren rauen Seitenäste sind weit abstehend. Die Ährchen sind ein- bis zweiblütig, selten auch dreiblütig und 2,2 bis 4,5 Millimeter lang. Die 0.5 bis 4 Millimeter langen Ährchenstiele sind rau. Die Hüllspelzen sind dünnhäutig, glatt und kahl. Die untere ist ungenervt, schmal eiförmig und 0,8 bis 1,5 Millimeter lang. Die obere ist einnervig, 1,5 bis 2 Millimeter lang und breit eiförmig. Die Deckspelzen sind 2 bis 3 Millimeter lang, dreinervig, breit eiförmig, glatt und kahl. Die Vorspelzen sind gleich lang wie die Deckspelzen, zweinervig, schmal elliptisch und kahl. Die Staubblätter sind 0,8 bis 1,8 Millimeter lang. Die elliptischen Früchte werden 1,8 bis 2,2 Millimeter lang und sind glatt und kahl.
Die Chromosomenzahl beträgt 2n = 20.

## Verbreitung und Standortansprüche
Das Verbreitungsgebiet des Quellgrases erstreckt sich in den gemäßigten Zonen der Nordhalbkugel von China über Pakistan, Afghanistan, der Mongolei und Russland bis nach Europa und Südwestasien. Auch in Argentinien und Chile ist es vertreten.
Des Weiteren ist die Art in Kanada mit Ausnahme der arktischen Region, in den nördlichen Staaten der USA und denen im Bereich der Rocky Mountains sowie in Island, Grönland und Alaska ein Neophyt.
In Europa kommt es in fast allen Lämndern vor und fehlt nur in Portugal, Lettland und Nordmazedonien. Es kommt von der Ebene bis zu mittleren Gebirgslagen vor, so in den Alpen auf bis zu 1580 Meter Höhe. In den Allgäuer Alpen steigt es in Vorarlberg am Kalbelesee am Hochtannberg-Pass bis zu 1665 Metern Meereshöhe auf. In Graubünden erreicht es im Unterengadin auf der Alp Urschai 2120 Meter und in Marangun d'Urschai 2220 Meter Meereshöhe. In Pakistan erreicht es 3400 Meter, im Alaigebirge 3600 Meter Meereshöhe.
Es wächst an Quellen, Bächen und Wassergräben, an Fluss- und Teichufern, oft auch im Wasser. Es ist in Mitteleuropa eine Charakterart des Catabrosetum aus dem Verband Sparganio-Glycerion.
Die ökologischen Zeigerwerte nach Landolt et al. 2010 sind in der Schweiz: Feuchtezahl F = 4+fw+ (nass aber stark wechselnd), Lichtzahl L = 4 (hell), Reaktionszahl R = 4 (neutral bis basisch), Temperaturzahl T = 3 (montan), Nährstoffzahl N = 4 (nährstoffreich), Kontinentalitätszahl K = 3 (subozeanisch bis subkontinental), Salztoleranz = 1 (tolerant).
In Mitteleuropa ist die Art in den letzten Jahrzehnten des 20. Jahrhunderts stark zurückgegangen.

## Systematik und Taxonomie
Die Gattung Catabrosa zählt zur Tribus Poeae in der Unterfamilie Pooideae. Sie enthält drei bis vier Arten, neben dem Quellgras noch die südwest- und zentralasiatische Catabrosa capusii Franch., die südwestasiatische Catabrosa pseudairoides (J.C.G.Herrm.) Tzvelev und die von Bolivien bis Chile verbreitete Catabrosa werdermannii (Pilg.) Nicora & Rúgolo. Letztere Art wächst in den Anden in Höhen von 3000 bis 4500 Metern.
Folgende Arten wurde in jüngster Zeit neu in dieser Gattung beschrieben:
- Catabrosa afghanica Tzvelev: Die 2013 erstbeschriebene Art kommt in Afghanistan vor.[12]
- Catabrosa drakensbergensis (Hedberg & I.Hedberg) Soreng & Fish (Syn.: Colpodium drakensbergense Hedberg & I.Hedberg): Diese in Lesotho und KwaZulu-Natal vorkommende Art wurde 2011 in diese Gattung gestellt.[12]
- Catabrosa longissima Tzvelev: Die 2013 erstbeschriebene Art kommt im östlichen Transkaukasien vor.[12]

Bei Catabrosa aquatica werden zumindest zwei Varietäten unterschieden:
- Catabrosa aquatica var. aquatica: Nominatform
- Catabrosa aquatica var. angusta Stapf in J. D. Hooker: Die Varietät ist kleiner als die Nominatform, die Halme erreichen nur eine Höhe von 20 Zentimeter, die Rispen sind dünner, die Verzweigungen mit 1 bis 2 Zentimeter kürzer. Die Deckspelzen werden 1,5 bis 2,2 Millimeter lang. Das Vorkommen der Varietät erstreckt sich auf verschiedene Bergregionen Chinas.[3]

Das Quellgras wurde 1753 von Carl von Linné in Species Plantarum, Tomus 1. S. 64 als Aira aquatica erstbeschrieben. Die Art wurde 1812 von Ambroise Marie François Joseph Palisot de Beauvois in Essai d'une nouvelle Agrostographie; ou nouveaux genres des Graminées... S. 97 (tab. 19, fig. 8) als Catabrosa aquatica (L.) P.Beauv. in die Gattung Catabrosa gestellt.
Als weiterer deutschsprachiger Trivialname ist für Schlesien die Bezeichnung „Süßer Milenz“ belegt.

## Verwendung
Das Quellgras ist ein gutes Futtergras, das aber aufgrund seiner Seltenheit keine Bedeutung hat. Für Tiere besteht beim Verzehr die Gefahr, an Leberegeln zu erkranken.

## Nachweise